# Assedio di Acerra (90 a.C.)
L'assedio di Acerra fu posto nel 90 a.C. da parte dell'esercito di Gaio Papio Mutilo contro l'esercito romano, guidato da Lucio Giulio Cesare, sulla città di Acerra.

## Assedio
Gaio Papio Mutilo, dopo aver assediato Nola, Pompei, Ercolano e altre città vicine, si diresse ad Acerra. Tuttavia, Lucio Giulio Cesare, corse in aiuto degli Acerrani uccidendo circa 6 000 Sanniti.